# Joey Godee
Joey Godee (Utrecht, 2 marzo 1989) è un calciatore olandese, attaccante dell'HVC.

## Carriera
Ha giocato nella massima serie del campionato olandese con Sparta Rotterdam e Go Ahead Eagles e nella massima serie del campionato belga con il Cercle Bruges.